# Lyndsy Fonseca
Lyndsy Fonseca (Oakland, 7 januari 1987) is een Amerikaanse actrice. Ze maakte in 2003 haar acteerdebuut als Jenn Cardell in Boston Public. Later speelde ze onder meer Colleen Carlton in The Young and the Restless, Dylan Mayfair in Desperate Housewives, Alex in Nikita en Penny Mosby in How I Met Your Mother.
Fonseca groeide op in Alameda en Moraga, Californië. Fonseca kreeg les op en naast de set van haar ouders en studeerde af in 2005. Ze werd ontdekt op een lokale talentenjacht en verhuisde met haar familie naar Los Angeles, waar ze eerst een paar kleinere rollen vertolkte voor ze een rol kreeg als Colleen Cecile Carlton in de soap The Young and the Restless. Ze speelde deze rol drie jaar. Na een aantal kleinere rollen en wat reclamefilmpjes, kreeg ze in 2007 de rol aangeboden van Dylan Mayfair in Desperate Housewives.
Fonseca trouwde in 2016 met acteur Noah Bean, met wie ze samenspeelde in Nikita. Ze beviel in 2018 van hun eerste kind, een dochter. Fonseca was van 2009 tot en met 2013 al eens getrouwd met acteur Matthew Smiley.

## Filmografie
Exclusief 5+ televisiefilms
- Spinning Gold - Joyce Biawitz (2022)
- Next Stop, Christmas - Angie Reynolds (2021)
- Curvature - Helen (2017)
- Moments of Clarity - Danielle (2016)
- The Escort - Natalie (2016)
- Kick-Ass 2 - Katie Deauxma (2013)
- Fort McCoy - Anna Gerkey (2011)
- The Ward - Iris (2010)
- Hot Tub Time Machine - Jenny (2010)
- Kick-Ass - Katie Deauxma (2010)
- The Beautiful Ordinary - Dawn (2007)
- Intellectual Property - Jenny (2003)

## Televisieseries
Exclusief eenmalige gastrollen
- Turner & Hooch - Laura Turner (2021, 12 afleveringen)
- RePlay - Allison (2016, 12 afleveringen)
- Agent Carter - Angie Martinelli (2015-2016, 7 afleveringen)
- Grandfathered - Frankie (2015-2016, 2 afleveringen)
- How I Met Your Mother - Penny Mosby (2005-2014, 65 afleveringen)
- Nikita - Alex (2010-2013, 73 afleveringen)
- Desperate Housewives - Dylan Mayfair (2007-2009, 18 afleveringen)
- Big Love - Donna (2006-2009, 6 afleveringen)
- Waterfront - Annabelle Marks (2006, 5 afleveringen)
- The Young and the Restless - Colleen Carlton (2001-2005, 91 afleveringen)
- Boston Public - Jenn Cardell (2003, 4 afleveringen)